# Stapelmuur

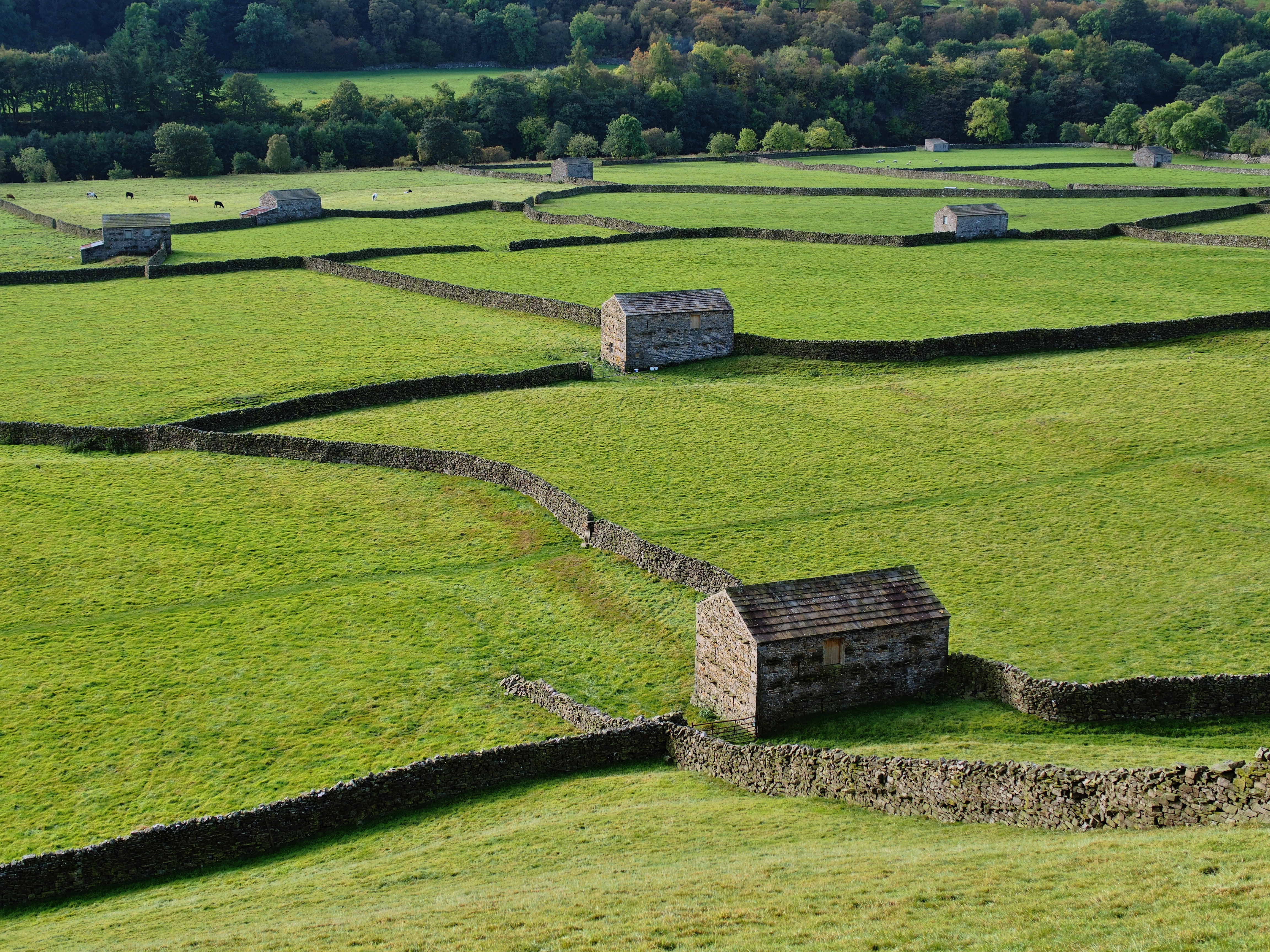
Stapelmuren tussen verschillende velden in het dal van de Swale, Noord-Engeland

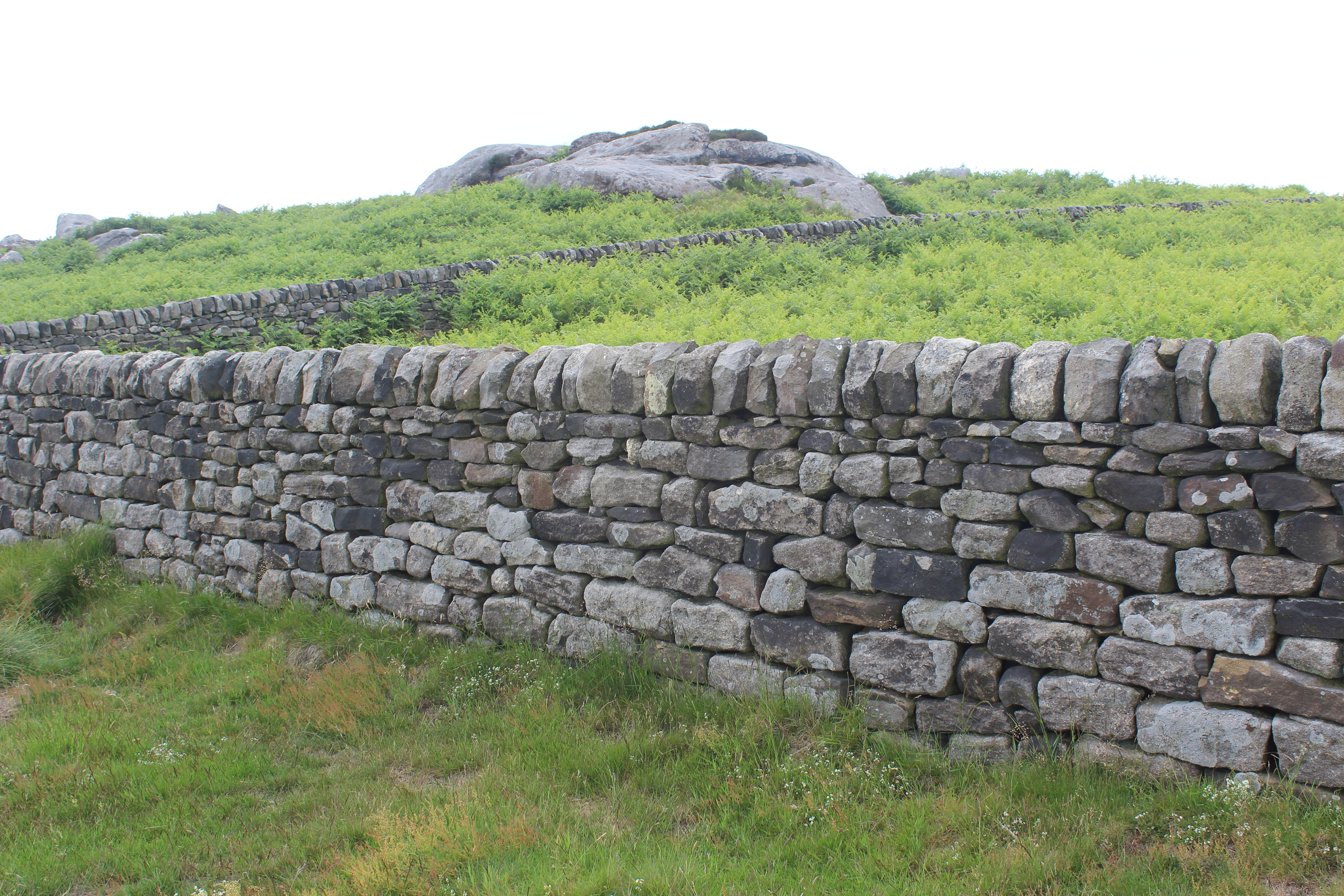
Peak District, Noord-Engeland

Een stapelmuur is een muur die is opgebouwd van 'droog' gestapelde stenen die elkaar fixeren. Ze blijven bij elkaar door de zwaartekracht of doordat ze tegen elkaar passen of in elkaar grijpen. Er is dan geen noodzaak voor substanties zoals cement, mortel of lijm, voor verbindingspennen of krammen of voor insluitingen met kabels of frames. Vaak is er ook geen fundering.
Stapelmuren vereisen een speciale techniek van bouwen, waardoor ze toch zeer stabiel kunnen zijn. Veelal lopen ze naar boven taps toe.
Het gebruik van stapelmuren dateert al uit de prehistorie en is de oudste vorm van bouwen met stenen. Een voorbeeld van kort na de laatste ijstijd is de Blinkermuur, een onregelmatig gestapelde muur van bijna een kilometer lang die vermoedelijk diende om rendieren in een fuik te leiden. Er werd gestapeld met stenen uit het omliggende till.
Geavanceerder en recenter, maar eveneens prehistorisch, zijn de Tyrinthiaanse en Myceense cyclopische muren, alsmede de 'navetas' (grafkamers) uit de bronstijd op Menorca. De techniek van 'droge stapeling' is vooral bekend van vrije muren, maar komt ook voor bij gebouwen, bruggen en andere structuren. Een ludieke vorm zijn krattenbouwwerken zoals bruggen.
Stapelmuren komen nog steeds veel voor in rotsachtige gebieden met veel stenen in de grond, zoals in Ierland, Noord-Engeland en Schotland, waar ze vaak worden gebruikt als begrenzing van akkers en weilanden. Het afvoeren van de stenen naar de scheidingsmuren maakt de grond beter bewerkbaar. In het gebied van de Middellandse Zee worden stapelmuren ook veel gebruikt om terrassen op berghellingen te creëren waardoor de vruchtbare grond behouden blijft en gebruikt kan worden voor bijvoorbeeld de aanleg van (olijf)boomgaarden.
Nederland kent geen rotsachtige gebieden en daarom ook geen geschiedenis van stapelmuren met natuurlijke stenen. Toch is er een bekend voorbeeld van droog gestapelde stenen, te weten ecokathedralen zoals de ecokathedraal in Mildam, de ecokathedraal in Heerenveen en het Le Roy-gebied in de Groningse wijk Lewenborg.